# Bill Smitrovich
Bill Smitrovich est un acteur américain né le 16 mai 1947 à Bridgeport, Connecticut.

## Filmographie

### Acteur

#### Cinéma
- 1982 : A Little Sex : Un technicien
- 1983 : Avis de recherche (Without a Trace) de Stanley R. Jaffe
- 1984 : Splash : Ralph Bauer
- 1984 : Maria's Lovers : Bartender
- 1985 : Peur bleue (Silver Bullet) de Daniel Attias : Andy Fairton
- 1985 : Key Exchange : Lenny
- 1986 : Le Sixième Sens (Manhunter) : Lloyd Bowman
- 1989 : Flic et Rebelle (Renegades) : Finch
- 1989 : Son alibi (Her Alibi) : Farrell
- 1990 : Crazy People : Bruce
- 1995 : Meurtre en suspens (Nick of Time) : Officier Trust
- 1995 : Bodily Harm (en) de James Lemmo (en) : Lieutenant Darryl Stewart
- 1996 : Independence Day : Lieutenant-colonel Watson
- 1996 : Les Fantômes du passé (Ghosts of Mississippi) : Jim Kitchens
- 1996 : Le Fantôme du Bengale (The Phantom) : Oncle Dave Palmer
- 1996 : Réactions en chaîne (The Trigger Effect) : Steph
- 1997 : Air Force One : Général Northwood
- 1999 : Y a-t-il un parrain pour sauver la mafia ? (Kiss Toledo Goodbye) : T. Bud
- 2000 : Treize jours (Thirteen Days) : Gen. Maxwell Taylor
- 2005 : Le Match de leur vie (The Game of Their Lives) : Amiral Higgins
- 2006 : Heavens Fall : George Chamlee
- 2006 : Le Contrat (The Contract) : le shérif
- 2008 : Iron Man : Général Gabriel
- 2008 : L'Œil du mal (Eagle Eye) : Amiral Thompson
- 2008 : To Be Continued : Bob
- 2008 : The Last Lullaby : Martin
- 2009 : Sept vies (Seven Pounds) : George Ristuccia
- 2011 : Rhum express (The Rum Diary) de Bruce Robinson : Monsieur Zimburger
- 2012 : Ted : Frank
- 2014 : The November Man de Roger Donaldson : Hanley
- 2017 : Bitch de Marianna Palka : Papa

#### Télévision

##### Téléfilms
- 1982 : Muggable Mary Street Cop : Charlie Hook
- 1982 : Born Beautiful : Jake O'Neill
- 1986 : Les Incorruptibles de Chicago (Crime Story) : Détective Danny Krychek
- 1993 : Gregory K. : George Russ
- 1994 : Children of the dark : Milos Janecek
- 1995 : Long Island Fever : Edward Potter
- 1998 : Futuresport : Coach Douglas
- 1998 : Mr. Murder : Lieutenant Lowbock
- 1999 : The 60's : Bill Herlihy
- 2000 : Point Limite (Fail Safe) : Général Stark
- 2003 : The Reagans (en) : Alexander Haig
- 2004 : Un poids sur la conscience (While I Was Gone) : Révérend Daniel Beckett
- 2005 : Mrs.Harris : Joel Arnou
- 2006 : A House Divided : Wexler

##### Séries télévisées
- 1984 - 1985 : Deux Flics à Miami (Miami Vice) : commandant de la DEA de Miami / Lieutenant Scott Wheeler
- 1986 - 1988 : Les Incorruptibles de Chicago (Crime Story) : Détective Danny Krychek
- 1989 - 1993 : Corky, un adolescent pas comme les autres (Life Goes On) : Andrew Thatcher
- 1994 et 2005 : New York Police Blues : Al Angelotti / Dr. Peter Shennon
- 1995 : Arabesque (Murder She Wrote) : Larry Armstrong / Leonard Atkins
- 1995 : Star Trek: Deep Space Nine : Michael Webb
- 1996 - 1997 : MillenniuM : Lieutenant Bob Bletcher
- 1997 : Les Anges du bonheur (Touched by an Angel) : Bill McNabb
- 2001 : Nash Bridges : Ray Urbanski
- 2001 - 2002 : Les Enquêtes de Nero Wolfe (A Nero Wolfe Mystery) : Inspecteur Cramer
- 2001 - 2004 : The Practice : A.D.A. Kenneth Walsh
- 2004 : Lax : Le superviseur de Nick
- 2004, 2007 et 2008 : FBI : Portés disparus (Without a Trace) : Agent Spécial en Charge Alexander Olczyk
- 2005 : 24 Heures chrono : Gene McLennan
- 2005 :  New York, unité spéciale : Liam Weller (saison 7, épisode 5)
- 2005 : Numb3rs : David Croft
- 2007 : Brothers and Sisters : Ben Ridge
- 2007 : Esprits criminels (Criminal Minds) : Détective Farraday
- 2008 : Boston Justice : D.A. Jack Fitzhugh
- 2008 : Desperate Housewives : Révérend Green
- 2008 : Eli Stone : Juge Oliver Doyle
- 2009 : Castle : Ben Davidson
- 2010 - 2011 : The Event : Raymond Jarvis
- Depuis 2014 : The Last Ship : Jed Chandler
- 2017-2018 : Dynastie : Thomas Carrington

### Producteur
- 2014 : In the Privacy of Your Own Home (court métrage) de Will Galperin

### Réalisateur
- 1992 : Corky, un adolescent pas comme les autres (Life Goes On) (saison 3, épisode 20)